# فرد كلاوس
فرد كلاوس (بالألمانية: Fred Klaus)‏ هو لاعب كرة قدم ألماني في مركز الهجوم، ولد في 27 فبراير 1967 في إكنتآل في ألمانيا. شارك مع منتخب ألمانيا تحت 16 سنة لكرة القدم ومنتخب ألمانيا تحت 18 سنة لكرة القدم. أما مع النوادي، فقد لعب مع نادي أوسنابروك ونادي بروسيا مونستر ونادي سانت باولي ونادي نورنبرغ ونادي هامبورغ ونادي هرتا برلين.

## وصلات خارجية
- فرد كلاوس على موقع قاعدة بيانات كرة القدم.إي يو (الإنجليزية)
- فرد كلاوس على موقع بيانات كرة القدم. دي إي (الألمانية)
- فرد كلاوس على موقع عالم كرة القدم.نت (الإنجليزية)